# Bryaceae
Bryaceae, porodica pravih mahovina u redu Bryales. Sastoji se od 15 rodova i oko 600 vrsta a ime je dobiola po rodu Bryum.

## Rodovi
1. Acidodontium Schwägr.
2. Anomobryum Schimp.
3. Brachymenium Schwägr.
4. Bryum Hedw.
5. Imbribryum N. Pedersen
6. Leptostomopsis (Müll. Hal.) J. R. Spence & H. P. Ramsay
7. Mniobryoides Hörmann
8. Ochiobryum J. R. Spence & H. P. Ramsay
9. Osculatia De Not.
10. Perssonia Bizot
11. Plagiobryoides J. R. Spence
12. Ptychostomum Hornsch.
13. Rhodobryum (Schimp.) Limpr.
14. Roellobryon R. Ochyra
15. Rosulabryum J. R. Spence